# Monoxenus nodosus
Monoxenus nodosus là một loài bọ cánh cứng trong họ Cerambycidae.